# Poupelier
Le poupelier est un ancien métier, aussi nommé Poupeyer ou Filassier ou Filletier comme indiquant faisant de la filasse de lin ou de chanvre
Les Poupeliers étaient des ouvriers travaillant le lin, la filasse. 
En Mayenne, ils confectionnaient des poupées, autrement dit des paquets de filasse prêts à être filés. Ils formaient une des plus importantes corporations de Laval puisqu’ils comptaient 37 maîtres, soumis aux règlements de la manufacture des toiles du 19 mai 1739, alors que les cordonniers comptaient 45 maîtres, les ardeurs de laine 40 maîtres et les autres des chiffres inférieurs. Les Poupeliers avaient une bannière, ils avaient le privilège d’assister aux processions de la Fête-Dieu en tête du corps des métiers, précédés de leurs violons qui jouaient un air connu, toujours le même. Ils habitaient de préférence le quartier Sainte-Catherine de Laval où de nombreux tisserands travaillaient en cave.

## Sources
- « Poupelier », dans Alphonse-Victor Angot et Ferdinand Gaugain, Dictionnaire historique, topographique et biographique de la Mayenne, Laval, A. Goupil, 1900-1910 [détail des éditions] (BNF 34106789, présentation en ligne)
- Georges Dottin, Glossaire du parler du Bas-Maine.